# Ibrahim Gökçek
Ibrahim Gökçek (Kayseri, 1980 - Istanbul, 7 de maig de 2020) va ser un músic i activista polític turc, baixista del grup de música folk Grup Yorum. Va morir el 7 de maig de 2020 després d'una vaga de fam de 323 dies que havia acabat dos dies abans.

## Trajectòria
Grup Yorum és un grup musical fundat a Istanbul l'any 1985, que s'ha destacat per les seves lletres socialistes i antiimperialistes, així com per combinar la música tradicional kurda i turca, i que es van fer especialment populars a la dècada de 1990. Després de la temptativa de cop d'estat a Turquia de 2016, el govern d'Erdoğan inicià una onada repressiva contra el grup musical argumentant que tenia lligams amb el Partit/Front Revolucionari d'Alliberament Popular (DHKP/C), a qui el govern turc considera una organització terrorista. Concretament es realitzà l'arrest i la detenció dels seus membres, així com la prohibició de concerts de la banda pel contingut socialista de les seves cançons, sumant un total de 30 detencions i 10 registres al centre cultural Idil en tres anys, succeïts als mesos d'octubre i novembre de 2016, maig i setembre de 2017 i octubre i novembre de 2018.
Gökçek fou arrestat l'1 de maig de 2019 i confrontat a càrrecs relacionats amb terrorisme. A continuació, al juny de 2019, s'uní a la vaga de fam d'altres membres del Grup Yorum. Les exigències dels vaguistes foren l'alliberament dels membres arrestats, la retirada de les ordres de detenció en contra d'alguns dels seus membres, la fi dels registres indiscriminats al centre cultural Idil i l'aixecament de les prohibicions dels seus concerts i esdeveniments culturals. El 4 de gener de 2020, Helin Bölek i ell convertiren la protesta en un dejuni fins a la mort. El 14 de gener de 2020, la fiscalia sol·licità una condemna de presó perpètua per a Gökçek. El febrer de 2020 fou excarcerat tot i que continuà la vaga de fam. El 5 de maig de 2020, després de 323 dies, finalitzà la protesta i fou traslladat a un hospital de la seva ciutat natal per a rebre tractament. Dos dies després, el 7 de maig de 2020, morí als quaranta anys. Durant els seus darrers mesos de vida, la seva esposa Sultan Gökçek, que també és membre del Grup Yorum, estigué retinguda a la presó de Silivri sense poder fer costat al seu marit.
El 10 de maig una multitud enfurismada d'ultranacionalistes turcs vinculada als Llops Grisos es concentrà davant del cementiri de Kayseri amb la voluntat de profanar la tomba de Gökçek. El cap de l'ala juvenil del Partit del Moviment Nacionalista de la ciutat manifestà que «la policia es quedarà aquí durant una estona; aleshores marxarà; i quan ho facin, exhumarem el cos i el cremarem». Immediatament després d'aquestes declaracions, el partit neofeixista expulsà al quadre dirigent.